# Mamoritai ~White Wishes~
Singles de BoA
Bump! Bump!
(2009) Woo Weekend
(2010)
Mamoritai ~White Wishes~ est le 30e single de BoA sorti sous le label Avex Trax le 9 décembre 2009 au Japon. Il atteint la 3e place du classement de l'Oricon et reste classé 12 semaines pour un total de 50 613 exemplaires vendus. Les chansons Mamoritai ~White Wishes~ et The End Soshite and... se trouvent sur l'album Identity.

## Liste des titres
| 1. | Mamoritai ~White Wishes~ (まもりたい ～White Wishes～)                |  |
| 2. | The End Soshite and... (THE END そして and...)                        |  |
| 3. | Bump! Bump! feat. VERBAL (M-Flo) (Kozm・Mix) (First Press)            |  |
| 4. | Mamoritai ~White Wishes~ (instrumental) (まもりたい ～White Wishes～) |  |
| 5. | The End Soshite and... (instrumental) (THE END そして and...)         |  |

| 1. | Mamoritai ~White Wishes~ (まもりたい ～White Wishes～)                           |  |
| 2. | Mamoritai ~White Wishes~ (Tales of Graces Version) (まもりたい ～White Wishes～) |  |
| 3. | Mamoritai ~White Wishes~ (English Version) (まもりたい ～White Wishes～)         |  |
| 4. | Mamoritai ~White Wishes~ (Karaoke) (まもりたい ～White Wishes～)                 |  |
| 5. | Best Hit Mega Blend                                                              |  |

| 1. | Tales of Graces Mamoritai ~White Wishes~ (Special Movie) (まもりたい ～White Wishes～) |  |

| 1. | Mamoritai ~White Wishes~ (Music Clip) (まもりたい ～White Wishes～)                 |  |
| 2. | Mamoritai ~White Wishes~ (Making Movie) (まもりたい ～White Wishes～ (First Press)) |  |